# Baryonyx
Baryonyx is een geslacht van uitgestorven vleesetende theropode dinosauriërs uit wat tegenwoordig Groot-Brittannië heet, dat leefde in het Vroeg-Krijt (Barremien).

## Vondst en naamgeving
In de middag van 7 januari 1983 ontdekte de toen vijfenvijftigjarige amateurpaleontoloog en loodgieter William John Walker uit Londen in de Smokejacks Pit in het Wallis Wood, te Ockley bij Dorking in Surrey, een enorme linkerduimklauw. Walker probeerde de nodule waarin deze verborgen zat met één hamerslag te splijten maar het specimen brak in vele stukken. Een week later ontdekte hij nog de punt van de klauw. Zijn schoonzoon bracht daarna de resten naar het Natural History Museum. Op 7 februari werd vastgesteld dat er zich nog meer delen van het dier in de grond bevonden. Een team van acht vrijwilligers verbonden aan het museum groef daarop vanaf 25 mei 1983 een bijna volledig skelet op, een oppervlak van vijf bij twee meter uitgravend en vierenvijftig blokken bergend.

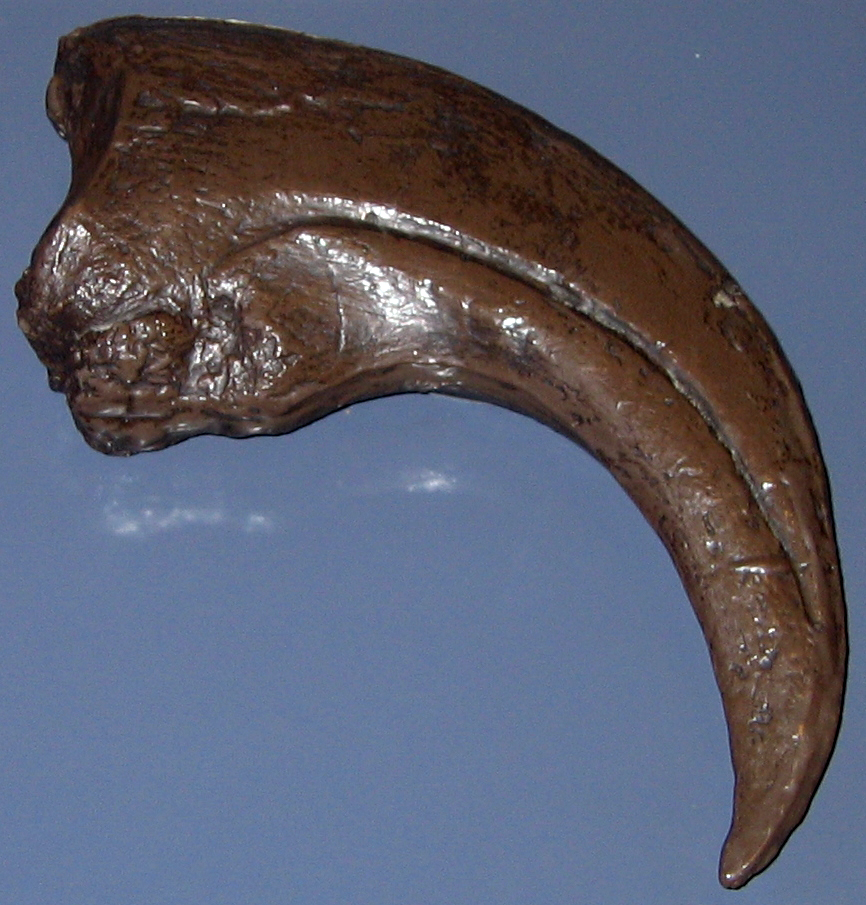
Afgietsel van een restauratie van de door Walker gevonden linkerduimklauw

De typesoort Baryonyx walkeri werd in 1986 benoemd en beschreven door Alan Jack Charig en Angela Milner. De geslachtsnaam is afgeleid van het Klassiek Griekse βαρύς, barys, 'zwaar', en ὄνυξ, onyx, 'klauw'. De soortaanduiding eert Walker als de ontdekker.

## Fossiel materiaal
Het fossiel, holotype BMNH R.9951, is gevonden in een laag van de Upper Weald Clay die dateert uit het Barremien. Het bestaat uit een gedeeltelijk skelet met schedel. Bewaard zijn gebleven: het voorste deel van een schedel, het schedeldak, de hersenpan, achterste delen van de onderkaken, de eerste, tweede, derde, vijfde, zesde en achtste halswervel, drie nekribben, (stukken van) alle veertien ruggenwervels met uitzondering van de negende, (stukken van) minstens zes staartwervels, ribben, buikribben, vijf chevrons, borstbeenderen, de voorste ledematen inclusief schoudergordel, delen van het bekken waaronder de schaambeenderen, rechterdarmbeen en linkerzitbeen, een stuk linkerdijbeen, een onderste stuk rechterdijbeen, een rechtersprongbeen, een rechterkuitbeen, een rechterhielbeen, een stuk scheenbeen en verschillende voetbeenderen. Daarnaast is nog een gastroliet gevonden en visschubben in de buikholte. De verschillende elementen lagen niet in verband. De botten waren ingesloten in zeer hard sideriet dat ten dele verwijderd werd door het te korrelstralen met plastic gruis, een methode die hier voor het eerst bij een fossiel werd toegepast. Het betreft een onvolwassen exemplaar. Op het moment van de vondst was Baryonyx het meest complete fossiel van een grote theropode uit het Onder-Krijt van Europa. Het was ook de eerste spinosauride waarvan grotere delen van het skelet bekend werden. Het Natural History Museum heeft een kleine permanente tentoonstelling aan het dier gewijd met een afgietsel van het skelet in haut-reliëf, een levensgrote replica en een replica van het exemplaar in juist overleden toestand. Baryonyx kreeg ruime belangstelling van de Britse pers die aan het dier vanwege de klauw de bijnaam Claws gaf.

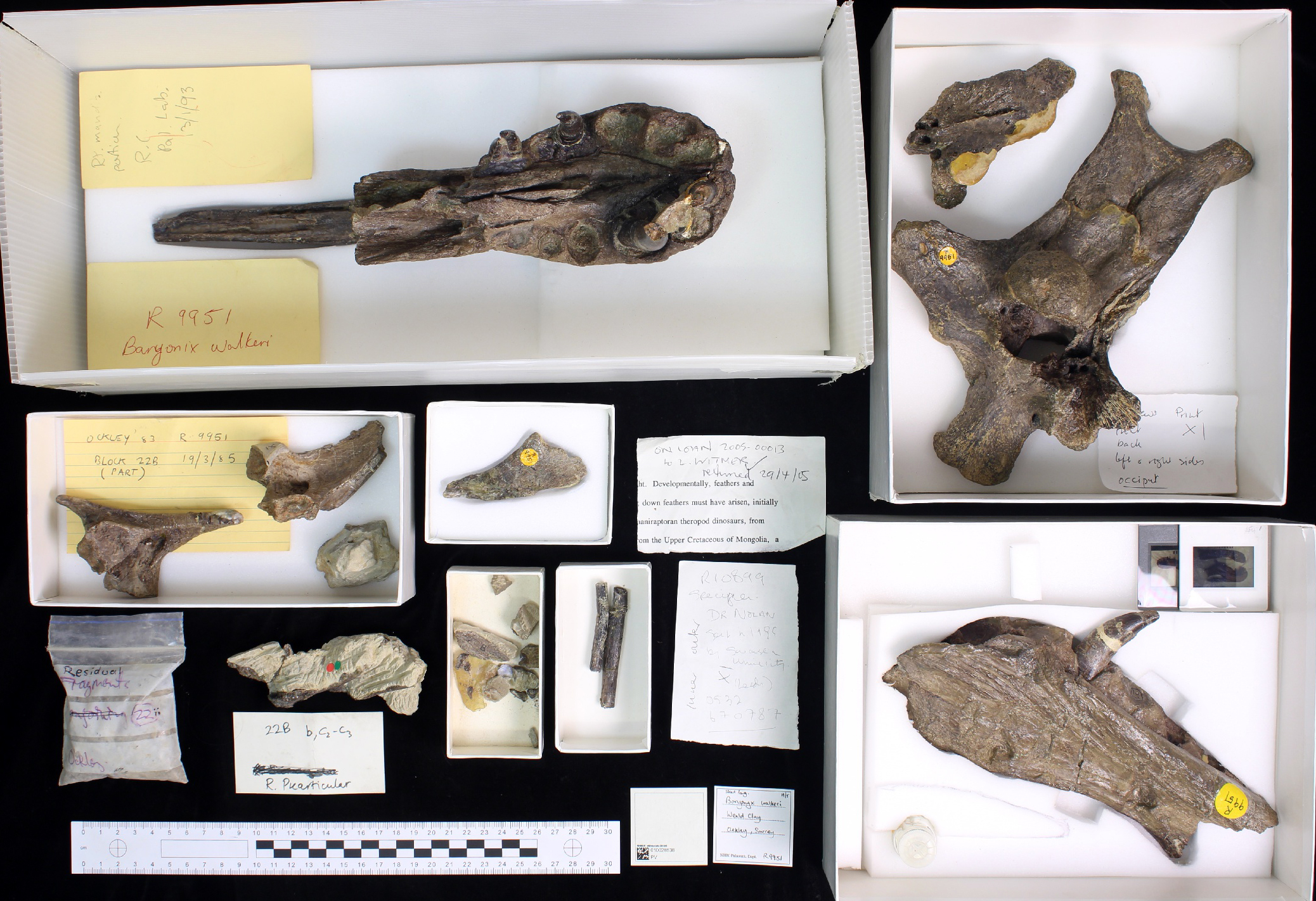
Stukken van het holotype

In 1997 beschreven Charig en Milner de soort in groter detail in een uitgebreide monografie. Twee weken later overleed Charig. In 1997 werd een tand uit dezelfde formatie als het holotype toegewezen, specimen MNEMG 1996.133.

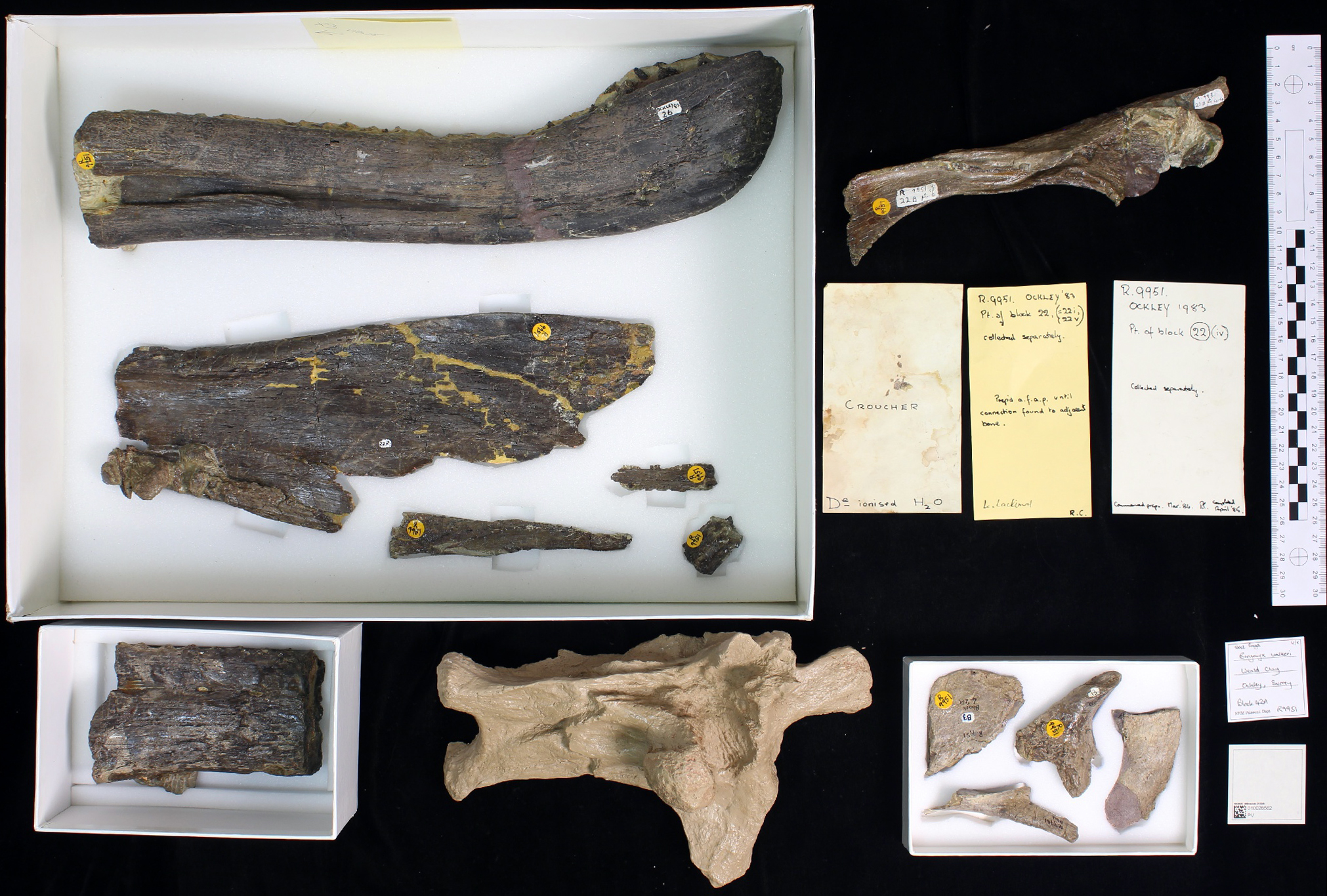
Nog meer elementen van het holotype

Later zijn vondsten uit Spanje, Portugal en het eiland Wight aan een Baryonyx sp. toegewezen. De specimina uit Spanje betreffen tanden die eigenlijk niet verder te determineren zijn dan barynychosaurine. In 2011 werd er echter een skelet uit de Papo Secoformatie van Portugal beschreven van een ongeveer zes meter lang exemplaar, specimen MML 1190. Dat werd in 2022 benoemd als het aparte geslacht Iberospinus. Een toegewezen linkerbovenkaaksbeen uit Spange, specimen CFI 477, werd in 2022 toegewezen aan een nog niet benoemde andere baryonichine. De meeste vondsten uit Wight bestaan ook uit tanden. Een ervan is echter een grote duimklauw, specimen MIWG.6527. In 1997 werd juist een zeer kleine duimklauw gemeld, met een lengte van vijf centimeter, dat 'Weenyonyx' gedoopt werd. Het behoort tot de collectie van verzamelaar Martin Simpson en moet nog beschreven worden. In 2011 werd op Wight de vondst gemeld van twee gedeeltelijke skeletten van een klein en een groter dier. Die werden in 2021 benoemd als de aparte geslachten Ceratosuchops en Riparovenator.
In het begin van de eenentwintigste eeuw stelden verschillende onderzoekers dat Suchosaurus, een geslacht dat in 1841 door Richard Owen benoemd was op basis van tanden, vermoedelijk aan Baryonyx identiek is. De tanden zijn, hoewel spinosauride, echter ouder, uit het Valanginien.
In 2002 hernoemde Hans-Dieter Sues Suchomimus tenerensis Sereno, Beck, Dutheil, Gado, Larsson, Lyon, Marcot, Rauhut, Sadleir, Sidor, Varricchio, Wilson & Wilson 1998 tot een Baryonyx tenerensis. Dit heeft nauwelijks navolging gevonden.

## Beschrijving

### Grootte en onderscheidende kenmerken

Baryonyx, in het geel, in grootte vergeleken met andere spinosauriden

Baryonyx is een grote spinosauride. Charig en Milner schatten de lichaamslengte van het holotype op 9,1 meter, het gewicht op 1,7 tot 2,1 ton. Ze wezen er wel op dat het individu nog niet volgroeid was met een geschatte leeftijd van tien jaar en meenden dat het wel twaalf meter lang had kunnen worden. Dit lijkt bevestigd te worden door specimen MIWG.6527 dat wijst op een lengte van tien à elf meter.

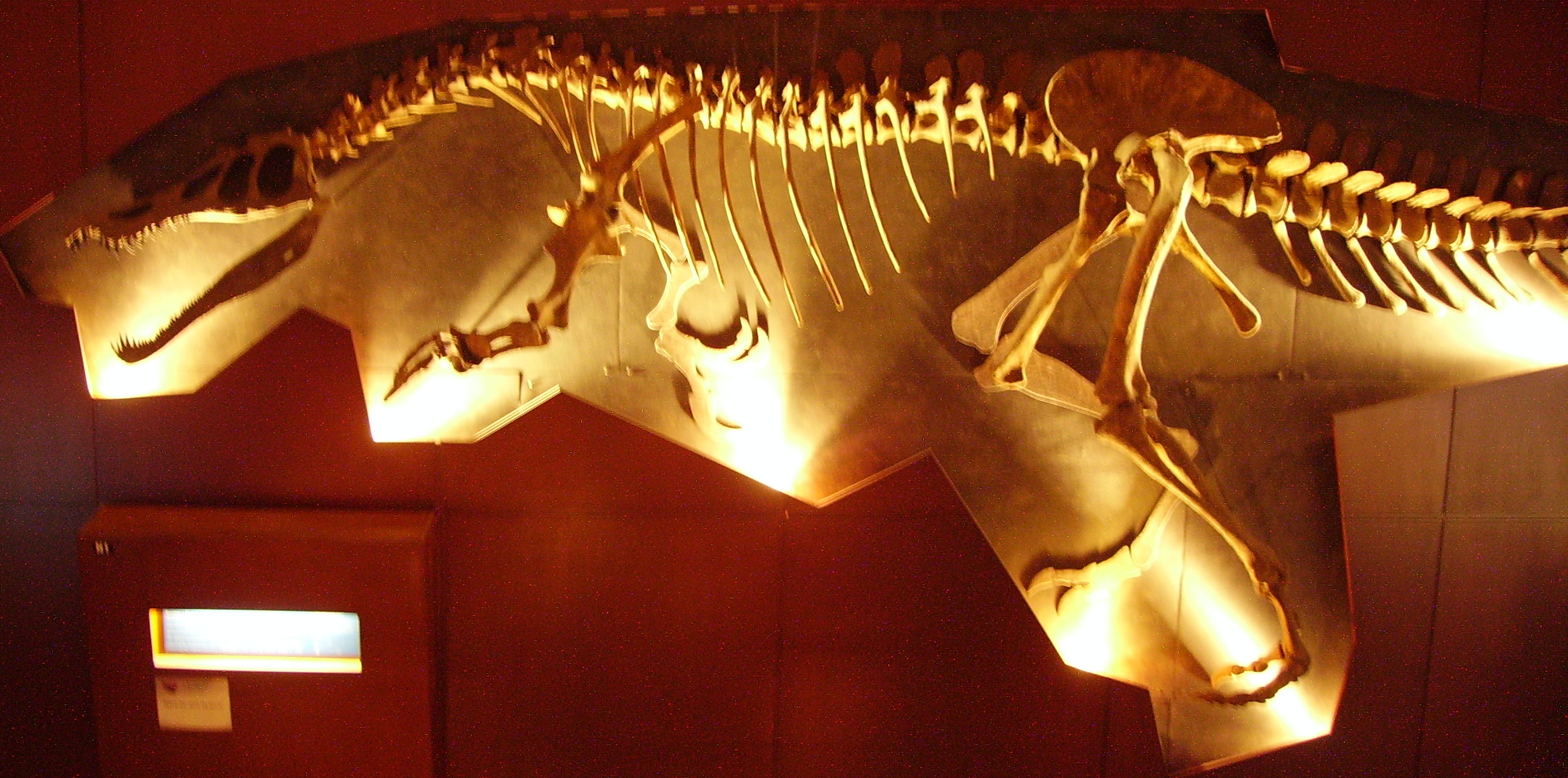
Baryonyx-model in haut-reliëf in het Natural History Museum te Londen

Baryonyx heeft de kenmerkende bouw van de Theropoda maar met veel langere armen. Deze dragen aan de duim een grote klauw van ongeveer dertig centimeter lang. De nek en schedel zijn ook afwijkend van de andere theropoden. Ten eerste staat de nek niet in een S-vorm zoals bij veel andere theropoden. Ten tweede lijkt de 1,20 meter lange schedel op die van een krokodil en heeft hij rechte, kegelvormige, tanden. De stijve staart en wat langere kop zijn ook kenmerken van Baryonyx. De staart was voornamelijk om het evenwicht te bewaren, zeker als dit dier voorover gebogen stond om vissen te vangen; het hoogste punt is dan ook de 2,5 meter hoge heup.
Charig en Milner beschreven in 1997 Baryonyx opnieuw en veel gedetailleerder. Daarbij wisten ze enkele onderscheidende kenmerken vast te stellen die ook geldig bleven na de beschrijving van Suchomimus door Paul Sereno uit 1998. De neusbeenderen zijn vergroeid en hebben een kam op de middenlijn die naar achteren uitloopt in een kruisvormig uitsteeksel. De hoorn op het traanbeen is massief en ongeveer rechthoekig in profiel. De voorste staartwervels zijn opvallend overdwars ingesnoerd. Het schouderblad en het ravenbeksbeen zijn hecht met elkaar verbonden via een penverbinding. De onderrand van het schaambeen is naar buiten gedraaid. De groeve aan de binnenzijde van het bovenste kuitbeen is zeer ondiep.

### Schedel

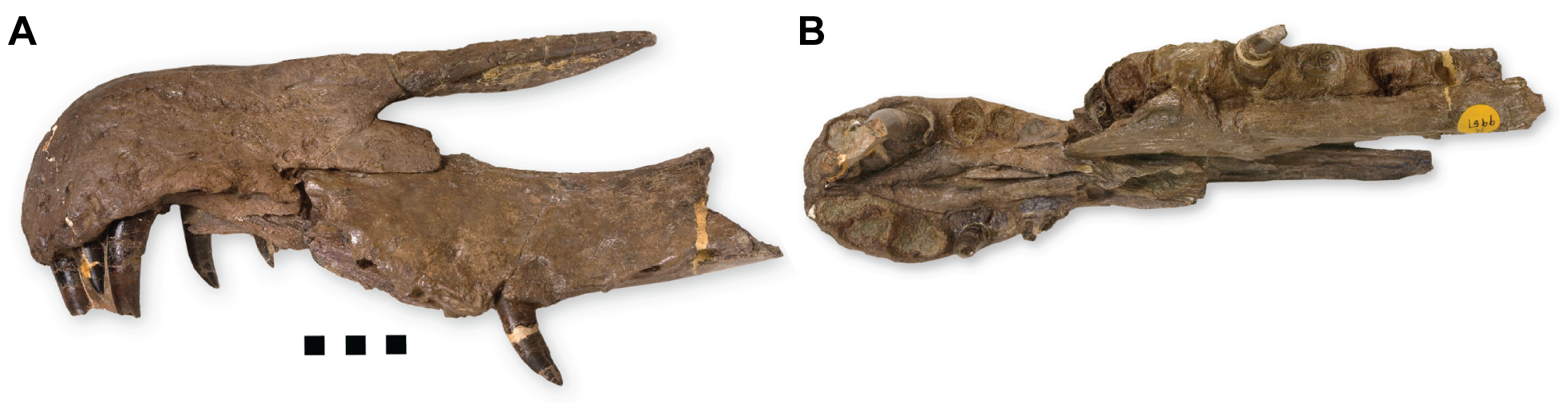
Snuit van de zijkant en van onderen bezien

De schedel van Baryonyx is langwerpig. De snuit, waarvan de voorste zeventien centimeter gevormd wordt door de vergroeide praemaxillae, is laag met een afgeronde voorkant verruwd door vele putten. De neusbeenderen zetten de snuit naar achteren voort, zodat Baryonyx in zijaanzicht meer lijkt op een krokodil dan op een typische theropode. Wat de gelijkenis met een krokodil nog vergroot is dat de voorste dertien centimeter van de snuit in bovenaanzicht verbreed zijn. Zo wordt een rozet gevormd, een grijporgaan met verlengde tanden, dat kennelijk diende om glibberige prooi te vangen. In de rozet staan links zes tanden, rechts zeven. Een asymmetrie is niet ongebruikelijk bij de Theropoda maar doet zich zelden voor wat betreft het aantal premaxillaire tanden. De eerste vier tanden zijn groter, de tweede en derde het grootste; de vijfde tot en met zevende tand nemen geleidelijk in grootte af. De tanden worden van achteren verstevigd door interdentaalplaten. De onderzijde van de rozet wordt gesloten doordat de interne vleugels van de praemaxillae een intern verhemelte vormen. Dat loopt naar achteren uit in de interne vleugels van de bovenkaaksbeenderen, welke Charig aanzag voor ploegschaarbeenderen van afwijkende vorm. In zijaanzicht ligt de rozet hoger dan de rest van de snuit, hoewel bij de snuitpunt de rand wat naar beneden buigt. Op de grens van de praemaxilla en het bovenkaaksbeen, ofwel maxilla, toont de kaakrand een inkeping waarna hij plots naar beneden kromt. Die bolle kromming heeft ook langere tanden, die schuin naar voren en onderen uitwaaieren. Er staan minstens acht tanden in het bovenkaaksbeen, die naar achteren weer kleiner worden. Het totaal kan, gezien de toestand bij verwante soorten, boven de twintig hebben gelegen. In 1987 en 1990 dachten Milner en Charig nog dat de verbinding tussen praemaxilla en bovenkaaksbeen kinetisch, dus beweeglijk, was maar in 1997 kwamen ze daarop terug: een uitsteeksel op het bovenkaaksbeen zorgt voor een starre penverbinding. In zijaanzicht loopt de praemaxilla naar achteren uit in een vork van twee takken die beide vrijwel horizontaal gericht zijn. De onderste overgroeit het bovenkaaksbeen, de bovenste overgroeit de voorste tak van het neusbeen. Tussen die voorste neusbeentak en de onderste premaxillaire tak ligt de voorkant van het neusgat dat vooraan een scherpte wigvorm heeft. Hoever zich dat naar achteren voortzette is door beschadigingen onbekend.

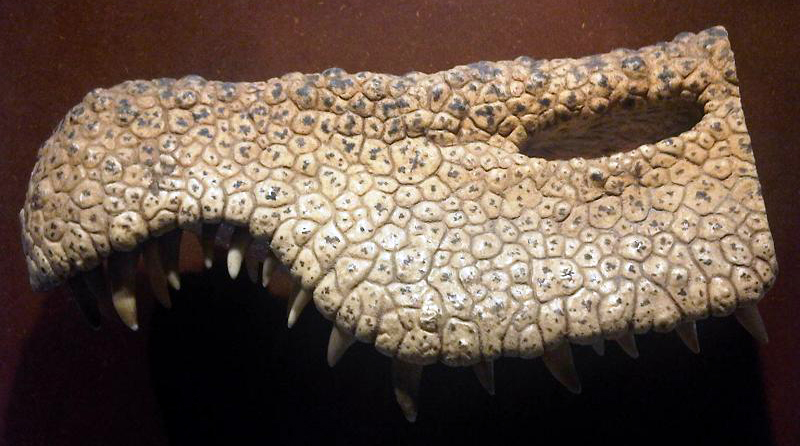
Zo kan de snuitpunt er bij het levende dier hebben uitgezien.

De neusbeenderen zijn langgerekt en vergroeid; hun lengte is geschat op achtentwintig centimeter. Op hun gezamenlijke achterkant staat een hoge kruisvormige punt die naar voren uitloopt in een veel lagere scherpe richel op hun middenlijn. Er is ook een kortere naar achteren gerichte richel en verder dwarsrichels. De hele structuur werd door Charig een 'pijlpunt' genoemd. In de verlagingen van de achterhoeken van het kruis zouden zich afwijkende puntige vensters bevinden die fenestrae postnasales gedoopt werden. Later onderzoek wees er echter op dat hier bij het fossiel de prefrontalia uit waren gevallen wat de illusie van schedelopeningen schiep. Het linkerprefrontale was overigens wel nog aanwezig maar beschadigd. Meer naar achteren in de snuitwand bevindt zich een fenestra antorbitalis waarvan de omvang opnieuw onzeker is. De achterste bovenhoek ervan wordt gevormd door een traanbeen en is tamelijk scherp zodat de traanbeentakken een hoek maken van slechts 35°. De neergaande tak steekt dus naar voren en onderen. De bovenste tak heeft twee evenwijdige richels op de binnenzijde. In de hoek bevindt zich een pneumatische uitholling met een foramen dat de onderste tak geheel naar achteren en beneden doorboort. Boven de uitholling bevindt zich een naar boven uitstekend hoorntje met een lengte van een halve centimeter en een ovale dwarsdoorsnede, twee centimeter lang en twaalf millimeter breed.
De voorhoofdsbeenderen lopen naar achteren over in de tamelijk korte wandbeenderen die van achteren begrensd worden door een zeven centimeter hoge dwarskam, de scherpe overgang naar het achterhoofd. Het achterhoofd werd door Charig zeer hoog gereconstrueerd waarbij een smal naar boven uitlopend centraal supraoccipitale naar onder overging naar een rond achterhoofdsgat, een brede achterhoofdsknobbel en zeer lange afhangende gepaarde vlakken van het basioccipitale en de basipterygoïden die allemaal vrijwel in elkaars verlengde stonden. In 1998 stelde Paul Sereno echter in het verband van zijn beschrijving van Suchomimus dat Charig een warboel gemaakt had van de hele achterkant van schedel en onderkaken. Wat Charig had aangezien voor het linkerpostorbitale, linkerjukbeen, rechts wervelboog van de atlas, en linkerangulare zouden in feite respectievelijk de achterkant van het rechterangulare, het rechterprearticulare, het corpus van het linkerpterygoïde en het rechterangulare geweest zijn. De vermeende hoogte van het achterhoofd zou in feite berusten op een verschuiving van het quadratum die Charig niet onderkend zou hebben.

### Onderkaken

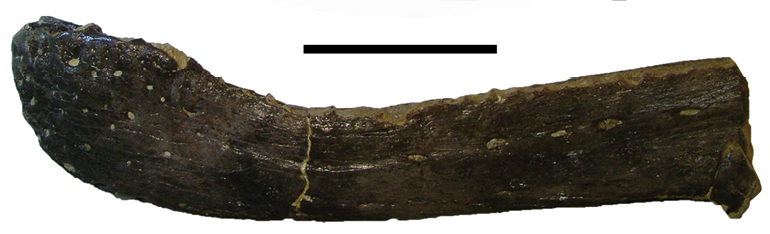
Het linkerdentarium van het holotype van links bezien

Net als de eigenlijke schedel, is de onderkaak langwerpig. Het hoofdlichaam van het tanddragende dentarium is recht, zowel in bovenaanzicht als in zijaanzicht, en erg smal. Het draagt tweeëndertig tanden. Naar voren loopt het iets taps toe, tot aan de positie van de zesde tand. Daar buigt het bovenprofiel plots omhoog, in een bijna rechte lijn oplopend, zodat een verhoging gevormd wordt die aansluit bij de inkeping in de bovenkaak. De voorste vier tanden zijn sterk verlengd en completeren zo het grijporgaan van de kop. Charig meende dat het dentarium aan het achtereind extreem afgeplat was. Deze vermeende afplatting doet zich voor achter een breuk in het fossiel en vermoedelijk heeft hij de holle binnenzijde van de buitenwand aangezien voor de buitenzijde van de, bij het fossiel verdwenen, binnenwand.
De tanden van Baryonyx zijn kegelvormig en iets naar achteren gebogen. Hoewel de dwarsdoorsnede bijna rond is, bevindt zich een duidelijke snijrand, van spits tot de lange wortel doorlopend, op zowel de voorrand als de achterrand. De tanden tonen zeven hoge nauwe vertandingen per strekkende millimeter. Deze kartelingen zijn opvallend klein en behouden hun grootte onafhankelijk van de omvang van de tand als geheel. Op de binnenzijde van de tand liggen zes tot acht verticale richels.

### Postcrania

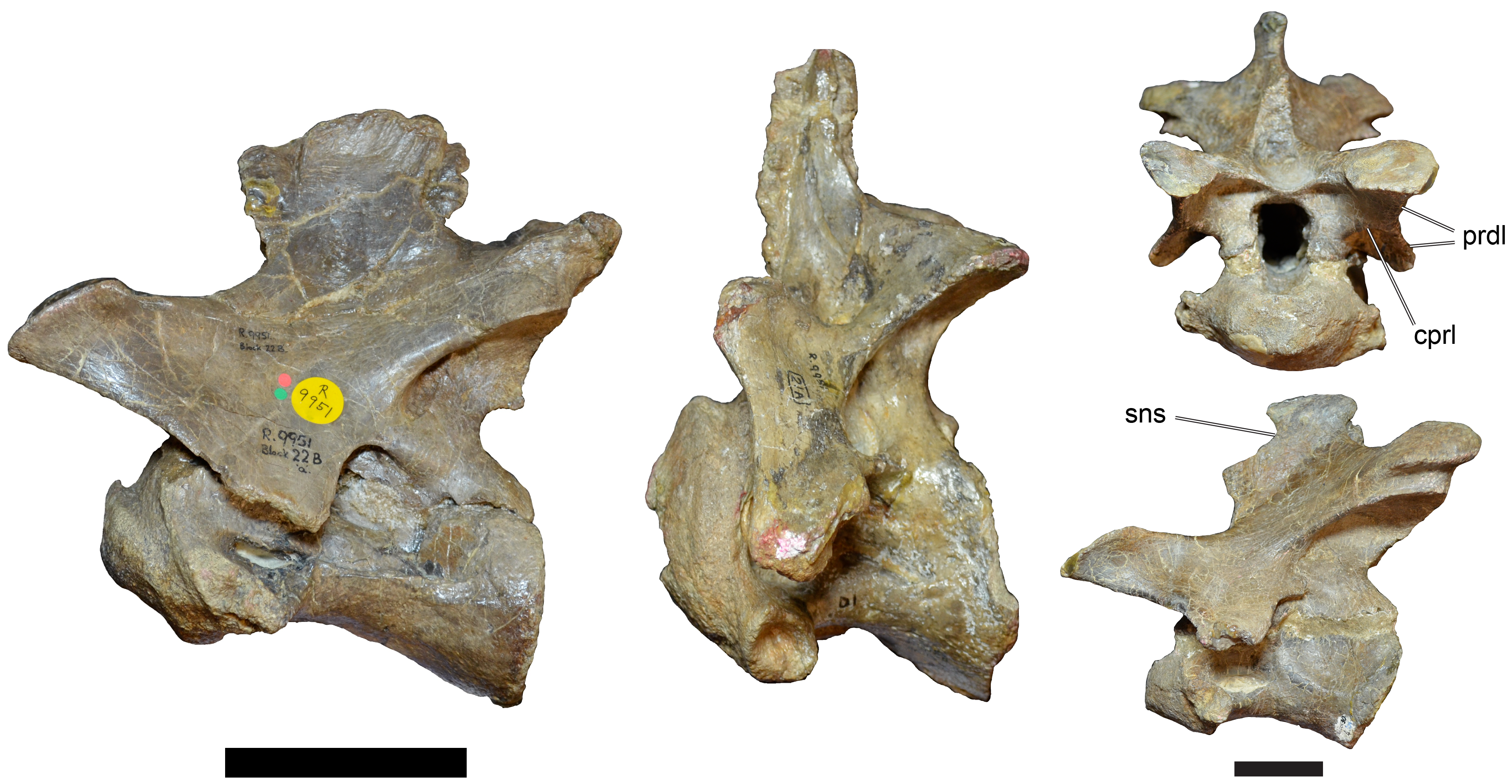
Halswervels van Baryonyx

Charig schatte dat de wervelkolom negen halswervels bezit en veertien ruggenwervels. Het aantal sacrale wervels is onbekend. Het aantal staartwervels bedraagt minstens zeven maar zal veel hoger, tussen de veertig en vijftig, hebben gelegen.
De nek werd door Charig als vrijwel recht beschreven. Latere onderzoekers dachten dat er toch een zekere S-bocht in zat, hoewel minder dan bij andere theropoden. De doornuitsteeksels van de nek zijn vrij laag, de gewrichtsuitsteeksels zijn groot met aanzienlijke epipofysen op de achterste. Dit duidt op een goede zijdelingse beweeglijkheid. Op een goede algemene beweeglijkheid wijst een sterk opisthocoele vorm, met centra die vooraan bol zijn, van achteren hol. De halswervels hebben pneumatische uithollingen, pleurocoelen, aan de zijkanten die toegang bieden aan luchtholten in het bot.
Ook de ruggenwervels hebben doorboorde pleurocoelen tot en met de vijfde wervel. De ruggenwervels zijn gekield. Ze zijn extra verbonden door goedontwikkelde hyposfeen-hypantrum-complexen. De wervels zijn niet duidelijk opisthocoel. De doornuitsteeksels nemen naar achteren in grootte toe maar bereiken geen grotere hoogte dan ruim twintig centimeter zodat een echte rugkam ontbreekt. Volgens Charig hebben sommige ribben processus uncinati. Gevonden fragmenten van de buikribben hebben een lengte tot drieëntwintig centimeter.
Van de toegewezen voorste staartwervels zijn er drie uitzonderlijk lang, langer dan alle presacrale wervels. maar hebben al hun uitsteeksels kwijtgeraakt wat een identificatie onzeker maakt. Ze zijn sterk ingesnoerd. Van de onderste staartuitsteeksels is een chevron of hemapofyse aangetroffen van negentien centimeter lengte. De twee helften zijn bovenaan overbrugd en onderaan verbonden in en lepelvormig uiteinde.
Het schouderblad is bovenaan licht verbreed. Het ravenbeksbeen is afgerond en wordt doorboord door een foramen met een doorsnede van drieëntwintig millimeter. Twee beenplaten zijn opgegraven met een dikte van een millimeter die met elkaar vergroeid lijken langs een vrijwel rechte beennaad en die op die naad met elkaar een hoek maken van veertig graden. Charig interpreteerde dit als twee verbonden borstbeenderen, een teken dat het dier een stuk ouder zou kunnen zijn dan uit de rest van het skelet blijkt. Dergelijke sterna zijn zelden bij grote theropoden aangetroffen.

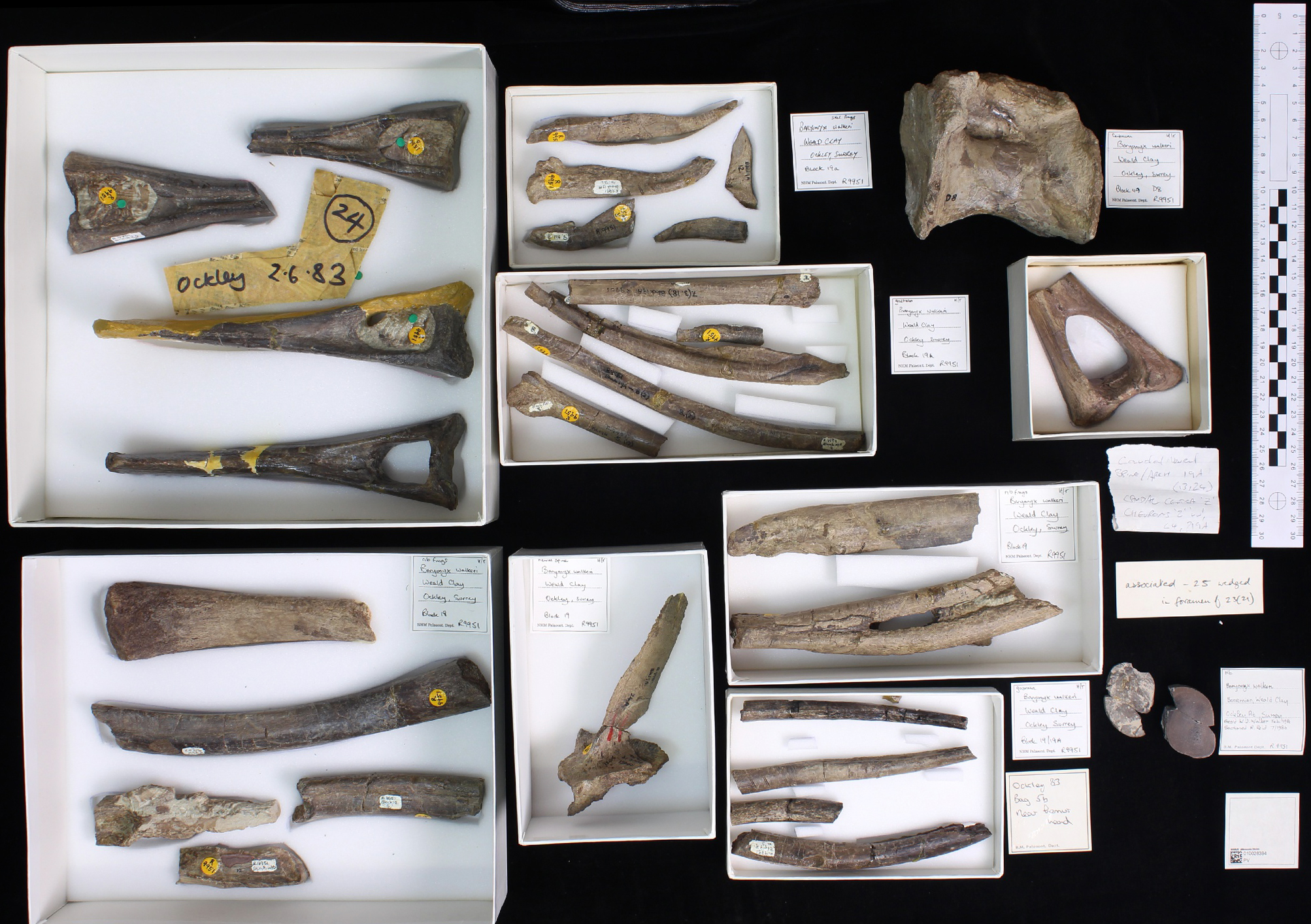
Elementen van het postcraniaal skelet van het holotype

De arm van Baryonyx is zwaargebouwd, wat wijst op een krachtige musculatuur. Het rechteropperarmbeen van het holotype heeft een lengte van 463 millimeter. Het is robuust en gedrongen: bovenaan is het 242 millimeter breed en onderaan 183 millimeter met een iets ingesnoerde schacht ertussen. Er ligt een grote driehoekige deltopectorale kam op de bovenste voorrand die naar binnen gebogen is. Deze kam beslaat ruim de helft van de lengte en heeft de top op 43% van de lengte liggen, van bovenaf gemeten. Tussen de kop van het opperarmbeen en de kam ligt een vijfendertig millimeter lange richel die naar onderen taps toeloopt. Iets achter de top ligt op het buitenvlak de ruwe aanhechting voor de musculus deltoides clavicularis en daar weer achter de aanhechting voor de musculus brachialis. De binnenhoek van de bovenrand is ook goed ontwikkeld. De schacht is recht, hoewel 30° om de lengteas gewrongen, en waaiert onderaan in een haakse hoek uiteen naar de onderste gewrichtsvlakken.
De linkerellepijp is 283 millimeter lang. De schacht ervan is duidelijk gebogen. De ellepijp is zeer robuust. Aan de bovenste achterkant is een schuin omhoogstekende grote processus olecrani. Naar voren en binnen steekt een grote en scherpe processus coronoides uit. De onderzijde is sterk verbreed en waaiert vooral naar binnen krachtig uit. Het ondervlak is voorzien van een dikke beenkap. Het spaakbeen is korter dan de ellepijp met een lengte van ongeveer 225 millimeter. Het is recht en stevig gebouwd met een cilindervormige schacht.
Van hand en pols zijn slechts vingerkootjes bewaard. Charig ging er in 1997 van uit dat de formule van de vingerkootjes 2-3-4-1-0 of 2-3-4-0-0 bedroeg; hij hield het dus voor mogelijk dat er een rudimentaire vierde vinger aanwezig was. Zeven kootjes zijn gevonden en het was niet helemaal zeker bij welke hand ze hoorden. Drie in verband gevonden kootjes vertegenwoordigen vermoedelijk de tweede of derde vinger van de linkerhand, eindigend in een 165 millimeter lange klauw. Het voorlaatste kootje is tweeënnegentig millimeter lang en het element daar weer voor 132 millimeter. De beroemde grote klauw is het tweede kootje van de eerste linkervinger en werd samen met een stuk van het eerste kootje aangetroffen. De 'duimklauw' heeft een lengte van eenendertig centimeter over de buitenste curve gemeten. Bij leven zou een hoorschacht hier nog een tiental centimeters aan hebben toegevoegd. De kromming is wat lager dan bij Allosaurus maar toch nog vrij sterk. De klauw is overdwars weinig afgeplat, sterk symmetrisch, en eindigt in een scherpe punt. Een derde kleinere klauw is aan de tweede of derde vinger van de rechterhand toegewezen en een vijfenzestig millimeter lang los kootje aan de derde of vierde vinger van de rechterhand.
In het bekken heeft het darmbeen een geschatte lengte van 835 millimeter. Het heeft een bol bovenprofiel. Het achterblad is van onderen uitgehold door een zeer brede groeve voor de musculus caudofemoralis brevis, zodanig dat in achteraanzicht een driestralig profiel ontstaat waarvan de onderkant breder is dan de buitenzijde en binnenzijde van het blad hoog.

## Fylogenie

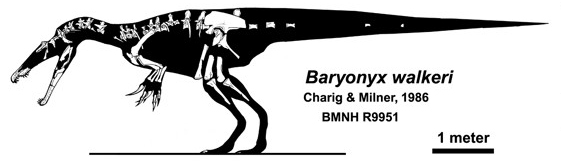
Het fossiele materiaal van Baryonyx in een diagram door Jaime Headden

Baryonyx werd zowel in 1986 als in 1997 door Charig en Milner vanwege zijn unieke kenmerken in een aparte familie Baryonychidae geplaatst. Tot voor kort was hij daar alleen. Charig en Milner verwierpen een nauwe verwantschap met Torvosaurus of Spinosaurus. In 1990 poogden ze nauwgezet suggesties van Gregory S. Paul en Jacques Gauthier te weerleggen dat Baryonyx zich in de Spinosauridae zou bevinden, waarin Paul in 1988 Spinosaurus en Baryonyx verenigde. In 1996 echter werd de sterk op Baryonyx lijkende Irritator gevonden, en in 1998 kwam daar ook Suchomimus bij. De nieuwe vondsten toonden aan dat Baryonyx toch een spinosauride was. Tegenwoordig is de fylogenetische positie van Baryonyx gedefinieerd als behorende tot de Baryonychinae, de zustergroep van de Spinosaurinae waartoe Spinosaurus behoort, beide onderverdelingen van de Spinosauridae, een onderverdeling van de Spinosauroidea.
Een kladogram van de Spinosauridae dat de positie van Baryonyx in de stamboom toont:
| Baryonychinae | \| \| Baryonyx \| \| \| \| \| \| Cristatusaurus \| \| \| \| \| \| Suchomimus \| \| \| \| |
|               | \| \| Baryonyx \| \| \| \| \| \| Cristatusaurus \| \| \| \| \| \| Suchomimus \| \| \| \| |
|               | Baryonyx                                                                                 |
|               |                                                                                          |
|               | Cristatusaurus                                                                           |
|               |                                                                                          |
|               | Suchomimus                                                                               |
|               |                                                                                          |

|  | Baryonyx       |
|  |                |
|  | Cristatusaurus |
|  |                |
|  | Suchomimus     |
|  |                |

| Spinosaurinae | \| \| Irritator \| \| \| \| \| \| ?Siamosaurus \| \| \| \| \| \| Spinosaurus \| \| \| \| |
|               | \| \| Irritator \| \| \| \| \| \| ?Siamosaurus \| \| \| \| \| \| Spinosaurus \| \| \| \| |
|               | Irritator                                                                                |
|               |                                                                                          |
|               | ?Siamosaurus                                                                             |
|               |                                                                                          |
|               | Spinosaurus                                                                              |
|               |                                                                                          |

|  | Irritator    |
|  |              |
|  | ?Siamosaurus |
|  |              |
|  | Spinosaurus  |
|  |              |

| Baryonychinae | \| \| Baryonyx \| \| \| \| \| \| Cristatusaurus \| \| \| \| \| \| Suchomimus \| \| \| \| |
|               | \| \| Baryonyx \| \| \| \| \| \| Cristatusaurus \| \| \| \| \| \| Suchomimus \| \| \| \| |
|               | Baryonyx                                                                                 |
|               |                                                                                          |
|               | Cristatusaurus                                                                           |
|               |                                                                                          |
|               | Suchomimus                                                                               |
|               |                                                                                          |

|  | Baryonyx       |
|  |                |
|  | Cristatusaurus |
|  |                |
|  | Suchomimus     |
|  |                |

| Spinosaurinae | \| \| Irritator \| \| \| \| \| \| ?Siamosaurus \| \| \| \| \| \| Spinosaurus \| \| \| \| |
|               | \| \| Irritator \| \| \| \| \| \| ?Siamosaurus \| \| \| \| \| \| Spinosaurus \| \| \| \| |
|               | Irritator                                                                                |
|               |                                                                                          |
|               | ?Siamosaurus                                                                             |
|               |                                                                                          |
|               | Spinosaurus                                                                              |
|               |                                                                                          |

|  | Irritator    |
|  |              |
|  | ?Siamosaurus |
|  |              |
|  | Spinosaurus  |
|  |              |

## Levenswijze

### Leefgebied

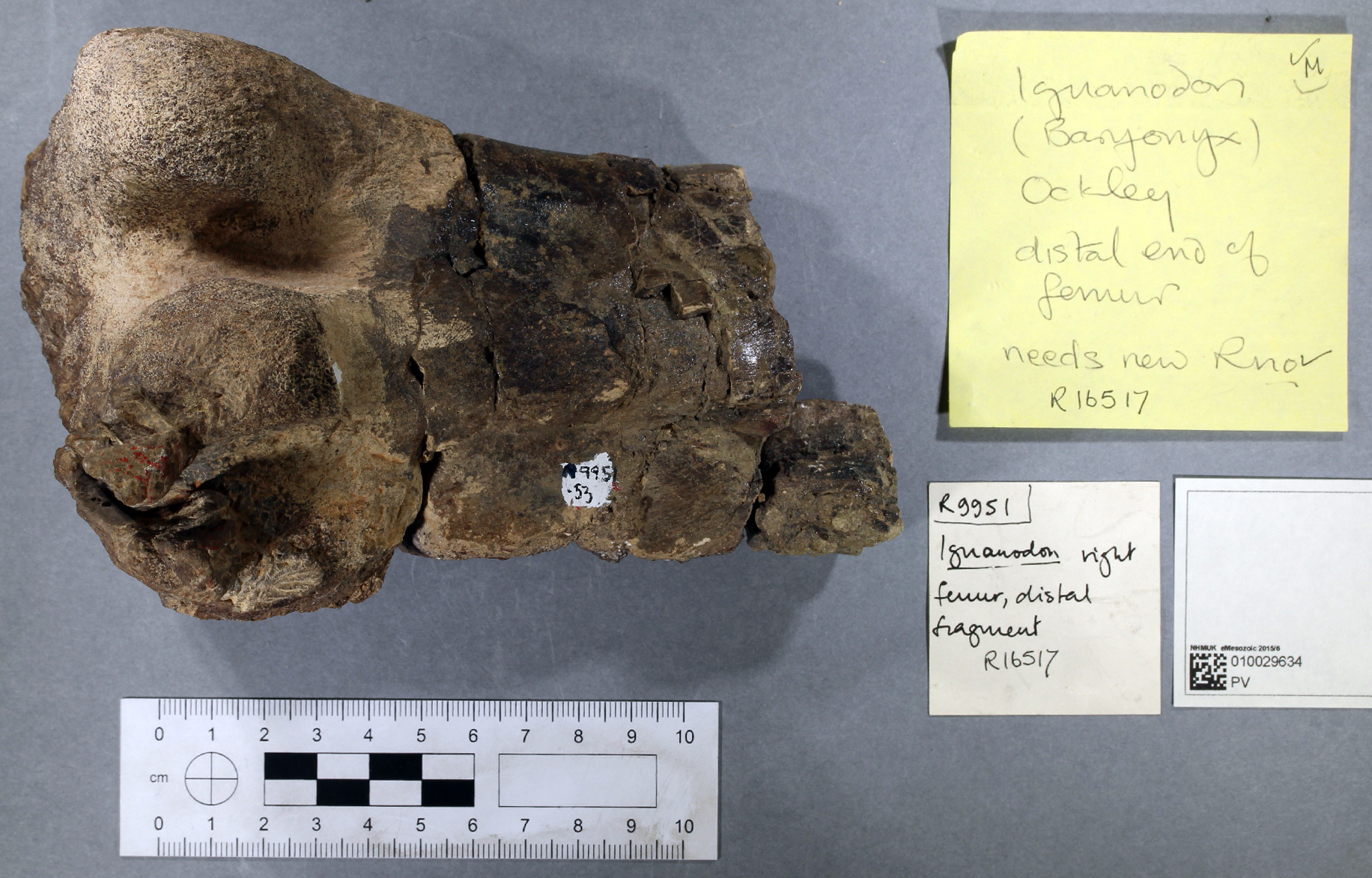
Een stuk dijbeen van een iguanodontide bij het holotype van Baryonyx gevonden

Het skelet van Baryonyx is gevonden in een meerafzetting. Het meer bevatte brak water door een sterke verdamping in een subtropisch klimaat. Het water was vermoedelijk ondiep en het landschap werd gekenmerkt door lagunes en moerassen.

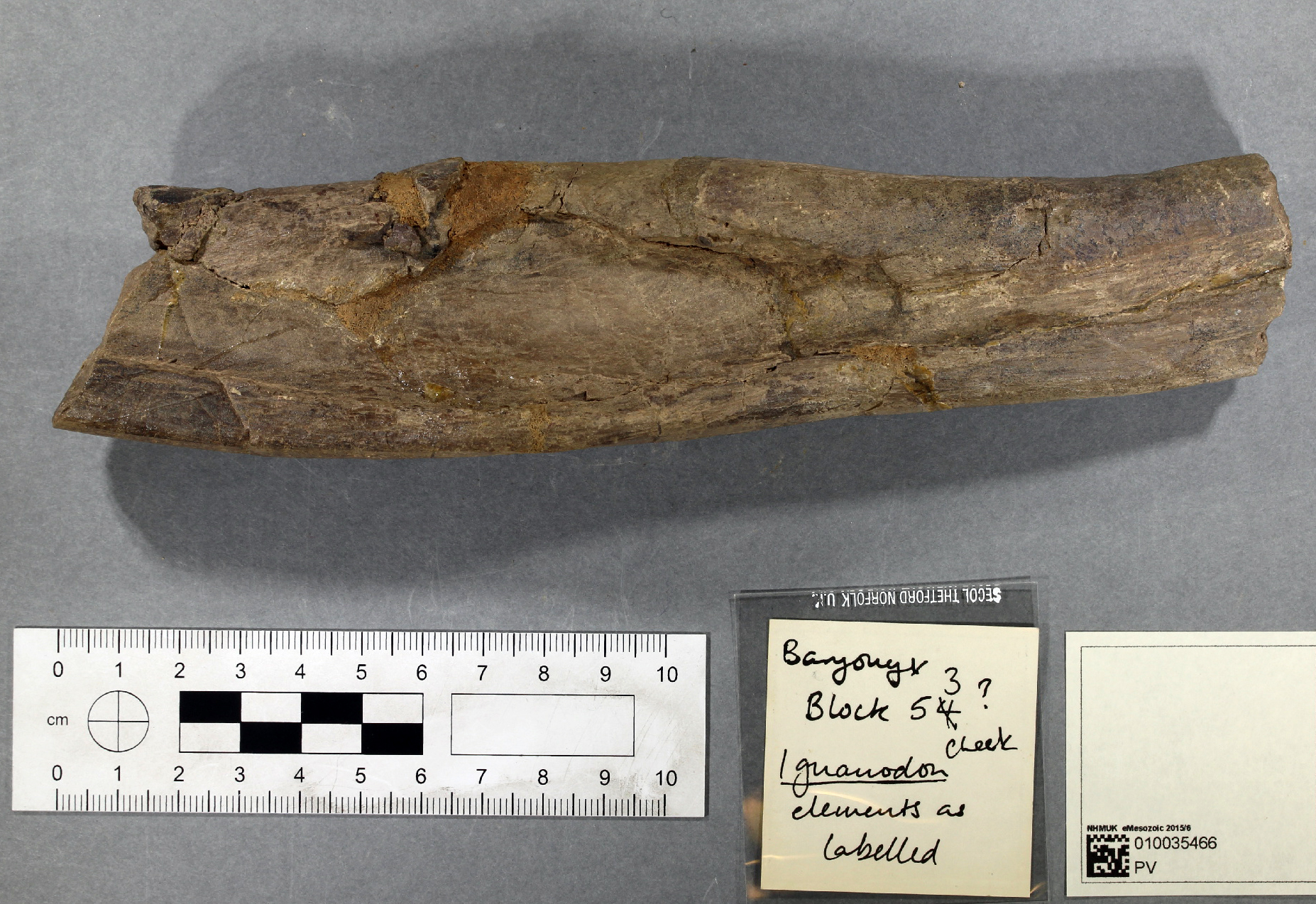
Nog een stuk iguanodontide bot

Charig en Milner hebben het vraagstuk van het dieet van Barynonyx uitgebreid bediscussieerd. Door de grote klauw en krokodilachtige schedel vermoedde men al in 1986 dat Baryonyx een viseter was. Vaak wordt hij wadend in een rivier of vijver afgebeeld, met zijn lange kaken en grote klauw vis uit het water vissend. De vis Lepidotes mantelli is in de formatie aangetroffen. Mogelijk was het echter ook mede een aaseter die met zijn lange kaken diep in een karkas kon komen. In 1982 werden op honderd meter afstand van het holotype de resten gevonden van de iguanodontide Mantellisaurus. Deze mogelijkheid werd in 1987 verdedigd door Andrew Kitchener. Baryonyx kan zelfs een dodelijk roofdier zijn geweest dat prooidieren met zijn grote duimklauwen te lijf ging. Er zijn kleinere theropoden die dergelijke klauwen, maar aan hun voeten, voor soortgelijke doeleinden gebruikten: bekendheden als Deinonychus en Velociraptor bijvoorbeeld. Het is naar moderne inzichten niet waarschijnlijk dat de klauw voor het vissen gebruikt werd; een functie bij het vechten met andere theropoden, meer gespecialiseerde predatoren of soortgenoten, ligt meer voor de hand.
Charig en Milner stelden in 1986 dat Baryonyx, althans facultatief, een viervoeter was geweest. De grote armen zouden hem in staat gesteld hebben op vier poten te rusten. Later werd echter duidelijk dat de armen van theropoden niet tot pronatie in staat waren en de handen dus niet plat op de grond gezet konden worden.
In 1997 melden Charig en Milner dat nabij de buikholte van het holotype de schubben van de vis Lepidotes waren gevonden en dat deze door maagzuur leken te zijn geëtst wat zou bewijzen dat het zou gaan om resten van de maaltijd van het dier. Dat werd gepresenteerd als direct bewijs, het eerste voor een theropode uit het Mesozoïcum gevonden, dat Baryonyx een viseter was geweest die met de roset vissen gegrepen zou hebben en die daarna opgegooid en met de kop naar beneden heel ingeslikt. Er werden echter ook de geëtste botten gevonden van het jong van een iguanodontide. Een probleem hierbij is dat allerlei erosieprocessen ook tot een soort etsing van de schubben zouden hebben kunnen leiden. Resten uit Portugal die aan Baryonyx zijn toegewezen, hadden ook iguanodontide materiaal in de nabijheid liggen.
In 2007 concludeerde een studie dat de snuit opvallend stijf gebouwd was om torsie te weerstaan en dat dit een overeenkomst was met de huidige visetende gavialen. In 2013 bevestigde een studie de stijfheid maar concludeerde dat die vooral bedoeld was om een verticale buiging te weerstaan, anders dan bij gavialen. Gezien de aanzienlijke lichaamsomvang van Baryonyx zou het dier zich mede met kleinere dinosauriërs gevoed hebben.
In 2022 stelde een studie dat de hoge dichtheid van het bot van Baryonyx een aanpassing was om te duiken.

### Groei
In 2017 wees een studie spinosauride ribben uit Portugal aan Baryonyx toe en concludeerde dat ze van dieren waren die drieëntwintig tot vijfentwintig jaar oud waren. De geslachtsrijpheid zou tussen het dertiende en vijftien jaar bereikt zijn, gepaard gaande aan een groeivertraging.